# Вовк, Евгений Александрович
Евгений Александрович Вовк — советский хозяйственный, государственный и политический деятель.

## Биография
Родился 22 декабря 1916 года в г. Никольск-Уссурийске. Член КПСС с 1943 году.
С 1931 года — на хозяйственной, общественной и политической работе. В 1931—1988 гг. — токарь на фабрике «Красное Знамя» в городе Раменское, учитель истории, завуч, директор, заведующий роно Озёрского района Московской области, в истребительном отряде, 2-й секретарь Ромодановского, 1-й секретарь Ладского райкомов ВКП(б), заведующий отделом школ Мордовского обкома КПСС, 1-й секретарь Ардатовского райкома и Саранского горкома КПСС, министр торговли МАССР, секретарь парткома, заместитель управляющего трестом «Мордовстройтранс».
Делегат XXI и XXII съездов КПСС.
Умер 4 августа 1998 года.